# Fulvetta
Genre
Fulvetta est un genre de passereaux de la famille des Sylviidae.

## Liste d'espèces
Selon la classification de référence du Congrès ornithologique international (version 5.2, 2015) :
- Fulvetta vinipectus – Fulvetta de Hodgson
- Fulvetta striaticollis – Fulvetta montagnarde
- Fulvetta ruficapilla – Fulvetta de Verreaux
- Fulvetta danisi – Fulvetta de Danis
- Fulvetta ludlowi – Fulvetta de Ludlow
- Fulvetta cinereiceps – Fulvetta à gorge rayée
- Fulvetta manipurensis – Fulvetta du Manipur
- Fulvetta formosana – Fulvetta de Taïwan

## Publication originale
- David & Oustalet 1877 : Les Oiseaux de la Chine, p. 1-573.